# Östersunds revir
Östersunds revir var ett skogsförvaltningsområde inom Mellersta Norrlands överjägmästardistrikt, Jämtlands län, som omfattade Hammerdals, Lits, Gåxsjö, Häggenås, Kyrkås, Rödöns, Näskotts, Aspås, Ås, Borgvattnets och Frösö socknar. Det var indelat i sex bevakningstrakter och omfattade 17 894 hektar allmänna skogar (1920), varav 25 kronoparker med en areal av 11 826 hektar. 